# Blagovechtchenka (Kabardino-Balkarie)
Pour les articles homonymes, voir Blagovechtchensk (homonymie).
Blagovechtchenka (en russe : Благовещенка) est un village de Kabardino-Balkarie dans le sud de la fédération de Russie (district fédéral du Caucase du Nord). Situé près de la chaîne du Caucase, il dépend du raïon de Prokhladny, s'étendant dans sa partie sud-ouest. Son nom est dérivé du mot Blagovechtchenie qui signifie en russe l'Annonciation. Le village est le centre administratif de la commune rurale du même nom qui s'étend sur 67 kilomètres carrés et comprend sept villages et hameaux. La commune comprend 1 870 habitants, tandis que le village lui-même en comprend environ 300.

## Géographie
Le village se trouve au sud-ouest du raïon de Prokhladny sur la colline dominant la rivière Baksanionok, à 25 kilomètres au sud-ouest de Prokhladny et à 50 kilomètres au nord-est de Naltchik. Il est limité par les territoires des hameaux suivants; Baksanionok à l'ouest, Tsoraïevsky et Novo-Ossetinsky à l'est, Minsky au sud-est et Graboviets au sud-ouest. Son altitude moyenne est de 288  mètres. Il est situé sur une pente de la plaine kabardine, juste au bord du contrefort des premières montagnes du Caucase (qui s'élèvent dans le sens Sud-Ouest/Nord-Est). le territoire du village est traversé de failles et de hauteurs.  
Le réseau hydrographique est représenté par la rivière Baksanionok et ses affluents. Le climat est tempéré, avec un maximum en juillet de +30° en moyenne et un minimum est janvier de -6° en moyenne. Toutefois la température peut baisser à -20° certains jours d'hiver. Les précipitations moyennes sont de 500 mm par an. Les vents dominants viennent de l'est ou du nord-ouest.
Le village est formé sur une hauteur parallèlement à la rivière Baksanionok (qui se trouve au milieu d'une plaine au nord) et consiste principalement en deux longues rues parallèles (la rue Molodiojnaïa au nord et la rue Boulvarnaïa au sud) et d'une petite rue transversale menant au sud à la rue Oktiabrskaïa, longue route parallèle au sud de la rue Boulvarnaïa et se prolongeant d'une part au hameau de Graboviets (à l'ouest) et d'autre part à ceux de Minsky et de Novo-Ossetinsky (à l'est).

## Historique du village et des localités de la municipalité
Le village a été fondé en 1924, pour abriter les habitants du sovkhoze nouvellement formé, en rassemblant quelques hameaux, devient le soviet rural de Blagovechtchenka. Aujourd'hui c'est une municipalité rurale.
La réforme rurale de 1864-1869 en Kabardie, inscrit au cadastre un plus grand nombre de terres qui peuvent être vendues et achetées ou bien louées comme propriété privée. La majorité des princes kabardes (ou tcherkesses tels qu'on les appelle sous l'Empire), seuls propriétaires des terres, n'ont pas les moyens financiers et pratiques pour les mettre en valeur, et ils sont forcés de les vendre ou de les louer à des propriétaires fonciers ou agriculteurs russes, ukrainiens, ossètes, etc. 
En 1887, le riche colon Koskine achète au prince kabarde Tyjev une petite terre et y fait venir des paysans qui y construisent des khoutors (petites fermes de briques), formant un nouveau village appelé Koskino. En 1902, le prince Tyjev donne à louer une partie de ses terres à un riche entrepreneur du gouvernement de Kherson, Graboviets, qui y élève des bovins ; mais rapidement les terres sont vendues à des paysans venus du gouvernement de Poltava. Les paysans baptisent leur nouveau village, Graboviets. 
À la même époque, le prince Naourouzov, suivant l'exemple du prince Tyjev, loue ses terres au colonel Agronovitch, à un entrepreneur du nom de Safiorov et à des officiers cosaques Bajanov et Loutsev. En 1903, d'autres princes des environs louent leurs terres, comme celle louée à l'entrepreneur ossète Temirboulat Tsoraïev qui fait venir d'Ossétie du Nord plusieurs membres de sa tribu pour l'exploiter. Ils fondent la colonie de Tsoraïevsky. L'Ossète Alpanov fait de même et les donne en fermage à des paysans compatriotes. C'est le début de Novo-Ossetinsky. Dans les années 1920 de nouveaux villages sont formés, Alexandrovsky, Minsky (hameau fondé par des paysans venus de Biélorussie) et Blagovechtchenka.

## Population
Il abrite différentes nationalités: descendants de Russes, de Tcherkesses ou Kabardes, de Balkars, d'Ossètes, ainsi que d'Arméniens, d'Allemands, de Polonais, Lituaniens, Biélorusses, Ukrainiens, etc.

## Culte
On y trouve des chrétiens orthodoxes russes, des arméniens, des catholiques latins, des baptistes mais aussi des musulmans d'origine ethniques diverses de tradition sunnite.
Les orthodoxes se regroupent autour de la petite paroisse de la Nativité du Christ, dont l'église se trouve au bord de la grand route, au 63 rue Oktiabrskaïa. Elle a été construite de 2002 à 2005 et consacrée en 2012 par l'évêque de Piatigorsk.
La paroisse catholique, dédiée à l'Annonciation, existe depuis la fin des années 1990.  Trois frères de saint Jean ont administré cette paroisse de 2005 à 2019. Ils ont de 2009 à 2014 construit, aidés des habitants et d'ouvriers locaux, une église pour leur paroisse qui dépend de celle de Naltchik. C'est aujourd'hui le monument principal du village. Les murs, sont en torchis (argile, glaise et paille séchée) avec des galets. L'extérieur est décoré de bas-reliefs de vignes et de colombes, l'intérieur décoré de figures en fresque (le Pantocrator, l'annonciation à Marie, l'annonciation à Joseph, les 4 évangélistes, le buisson ardent, st Jean Baptiste...) œuvre du père Jean-Baptiste Garrigou, iconographe français, orthodoxe. L'église a été consacrée par Mgr Clemens Pickel, évêque de Saratov. Outre le service pastoral, une maison  paroissiale permet des activités pour les enfants et les jeunes, pour accueillir des familles et des récollections. Les sœurs Missionnaires de la Charité en plus de leur service spécifiques des pauvres, visitent les personnes âgées et accompagnent les enfants dans leur formation chrétienne. La communauté paroissiale de l'Annonciation de Blagovechtchenka, forme une seule paroisse canonique avec celle de Saint-Joseph de Naltchik et de la Sainte-Famille de Prokhladny.

## Enseignement
Le village dispose d'un jardin d'enfants et d'une école primaire, ainsi que d'une moyenne (école n°1 au 69 rue Lénine).

## Santé
Il existe un dispensaire.